# Ramón Boldú
Ramón Boldú Salvador (n. Tarroja de Segarra, 1951) es un historietista español, pionero del cómic autobiográfico en su país.

## Biografía
A los cuatro años se trasladó con su familia a Barcelona. Creció leyendo tebeos y entre sus preferidos se encontraban Anacleto agente secreto de Manuel Vázquez, Corto Maltés de Hugo Pratt, Hazañas bélicas de Boixcar, La familia Ulises de Benejam y Tintin de Hergé. A los trece años comenzó a presentar sus páginas a diversas revistas.
Después se aficionó a autores como Copi, Crumb, Liberatore, Andrea Pazienza, Reiser o Wolinski.
Entre 1976 y 1983 publicó en la revista española de destape Lib una serie de cómics eróticos y humorísticos intitulada primero Mi pareja y dos años después Los Sexcéntricos.
Más tarde colaboró en la revista de humor El Jueves y en la francesa Hara-Kiri.
Ha sido también director de varias revistas, incluyendo El Víbora, donde serializó a partir de 1988 las aventuras del motorista Mario Gamma el Griego. En 1990, comenzó a contar su propia vida, con un dibujo más rápido, en una sucesión de historietas que luego serían recopiladas como Bohemio pero abstemio (La Cúpula) y Memorias de un hombre de segunda mano (Glenat).
En el nuevo siglo, fue contratado como guionista de la película porno The Uranus Experiment (2000). Volvió al cómic de mano de Astiberri Ediciones, la cual le editó las novelas gráficas El arte de criar malvas (2008) y Sexo, amor y pistachos (2010), también de tinte autobiográfico.